# جورج فريند
جورج فريند (بالإنجليزية: George Friend)‏ (مواليد 19 أكتوبر 1987 في بارنستابل - إنجلترا) لاعب كرة قدم إنجليزي يلعب حاليا لصالح نادي الدرجة الممتازة وولفرهامبتون واندررز الإنجليزي منذ 2008 في مركز قلب الدفاع كما يجيد اللعب في مركز الوسط المحوري .

## روابط خارجية
- جورج فريند على موقع قاعدة بيانات كرة القدم.إي يو (الإنجليزية)
- جورج فريند على موقع Soccerbase.com (لاعب) (الإنجليزية)
- جورج فريند على موقع Soccerway.com (الإنجليزية)
- جورج فريند على موقع عالم كرة القدم.نت (الإنجليزية)
- جورج فريند على موقع كووورة
- جورج فريند على موقع AS.com (الإسبانية)